# Сім міст Делі
Сім міст Делі — залишки семи стародавніх міст, збудованих протягом середньовічного періоду на території Національної столичної території Делі в Індії. До цих міст не входять як легендарні поселення, такі як Індрапрастха, що, можливо, існували на цій території раніше, так і британські та сучасні райони міста. Ці «міста» розкидані по великій Національної території, лише маленька частина якої забудована сучасним містом. Цими містами в порядку створення є:
- Кіла-Рай-Пітхора
- Меграулі*
- Сірі
- Туґхлакабад
- Джаханпанах*
- Фірозабад
- Шерґарх
- Шахджаханабад

*Різні джерела наводять одне з цих двох міст, зберігаючи повне число міст.

## Ресірси Інтернету
- Seven Cities Of Delhi Govt. of National Capital Territory of Delhy
- Seven Cities Of Delhi[недоступне посилання з липня 2019] All Experts Encyclopedia
- Gordon Risley Hearn (1906). The seven cities of Delhi. W Thacker.
- Swapna Dutta The Seven Cities of Delhi [Архівовано 18 липня 2009 у Wayback Machine.] Bolo Kids